# Jet lag (álbum)
Jet Lag es el quinto álbum de estudio de la banda italiana de rock progresivo Premiata Forneria Marconi editado en 1977.

## Lista de canciones
1. "Peninsula" (2:35) - (Mussida/Premoli)
2. "Jet Lag" (9:10) - (Mussida/Premoli/Di Ciccio/Marrow)
3. "Storia In "LA"" (6:25) - (Mussida/Pagani/Marrow)
4. "Breakin In" (4:10) - (Mussida/Premoli/Di Ciccio/Marrow)
5. "Cerco la Lingua" (5:34) - (Mussida/Pagani)
6. "Meridiani" (5:57) - (Mussida/Premoli/Di Ciccio)
7. "Left-Handed Theory" (4:11) - (Mussida/Premoli/Di Ciccio/Marrow)
8. "Traveler" (5:39) - (Mussida/Premoli/Di Ciccio/Marrow)

## Músicos
Premiata Forneria Marconi
- Franz Di Cioccio: batería, sintetizador Moog, voces.
- Franco Mussida: guitarra acústica, guitarra eléctrica, guitarra de doce cuerdas, mandolina, voces.
- Gregory Bloch: violín.
- Patrick Djivas: Bajo, voces.
- Flavio Premoli: teclados, melotrón, clave, piano, sintetizador Moog, voces.
- Bernardo Lanzetti: percusión, voz líder.

- Datos: Q3808213